# Televisa Ciudad Juárez
Televisa Juárez ou Canal 8 (indicativo XHJCI-TV) é uma estação de televisão localizada em Ciudad Juárez, Chihuahua, servindo a área de Ciudad Juárez, Chihuahua e cidades vizinhas (El Paso, Texas e Las Cruces, Novo México). Foi fundado por Don Pedro Meneses Hoyos, seus começos foram com programação local durante a manhã e na tarde foi ligado ao Telesistema Mexicano. Após certas negociações entre Emilio Azcárraga Milmo e Don Pedro, a estação passou para as mãos do Grupo Televisa, hospedando por muitos anos o sinal "Canal de las Estrellas".

## História

### A década do 60: Sua programação local e a primeira afiliada do Canal de las Estrellas
XEPM-TV começou a transmitir o Canal de las Estrellas e como XHJUB-TV em 18 de novembro de 1991, uma vez que a empresa tinha o nome de Telesistema Mexicano, sendo a segunda estação de televisão na área de Ciudad Juárez.
Foi fundada pelo iniciador da televisão no norte do país: Don Pedro Meneses Hoyos. Inicialmente, transmitiam programas locais pela manhã e, à tarde e à noite, ligavam-se à Telesistema Mexicano (Subsidiária e antecessora do Grupo Televisa) e filiavam-se ao Canal de las Estrellas.

### 1972-2005: Novo proprietário, o novo O&O doCanal de las Estrellasem tempo integral
O Grupo Televisa obteve a estação de rádio XEPM-TV, em 1972, após várias negociações entre Don Pedro Meneses Hoyos e Emilio Azcárraga Milmo.
A partir desse momento, a programação local de Don Pedro Meneses mudou-se para a XEJ-TV, e a XEPM-TV tornou-se a estação de televisão Owned-Operated (Perteneciente-Operada) do Grupo Televisa e sua rede de televisão, o Canal de las Estrellas com programação completamente elaborada na cidade do México.

### 1991-2007: como XHJUB-TV
Esta estação (XHJUB-TV) começou a transmitir em 18 de novembro de 1991, enquanto XEJ-TV (Canal 5) caiu Televisa local, depois de seis anos e alterar os membros do programa da manhã XEQ-TV Canal 9 filiação como parte de um acordo com os pais do grupo XEJ-TV, Televisión de La Frontera. Inicialmente, a estação surgiu como uma estação local; depois que XEPM-TV (quando retransmitiu o sinal do Canal de Las Estrellas até 2005) moveu seu noticiário local para esta estação; além de XHJUB-TV também tem se concentrado em programas locais, e competir contra seu meio-irmão XEJ-TV, e XHIJ-TV rival.
De 1991 a 1994, transmitiu o Canal 5* como canal secundário em 1994, a programação local foi completamente transmitida quando o Channel 5* foi transferido para a recém-fundada XHJCI-TV.
Ele emitiu diversos noticiários locais para notícias locais primeira chamada Televisa Juarez: NOTIVISA, com algumas novidades que os espectadores podem encontrar na secção Noticiero 56.

### 2005-2007: Mudança de afiliações/a nova casa do Canal 5
Desde 2005, a Televisa anunciou que a programação do Canal de las Estrellas seria transferida para sua estação irmã XHJCI-TV, no Canal 32 e na programação do Canal 5 para esta estação.

#### Afiliação alternativa aoCanal de las Estrellas
Devido a várias dificuldades técnicas com a XHJCI-TV, ele voltou ao Canal de las Estrellas às 2:00 da tarde até as 19:00 horas. Desde então, a versão original/nacional do Canal 5 em Ciudad Juárez não estava presente até às 19h00 que os problemas técnicos da XHJCI-TV foram resolvidos.

### 2007-2016: A partir da XEPM-TVTelevisa Regional

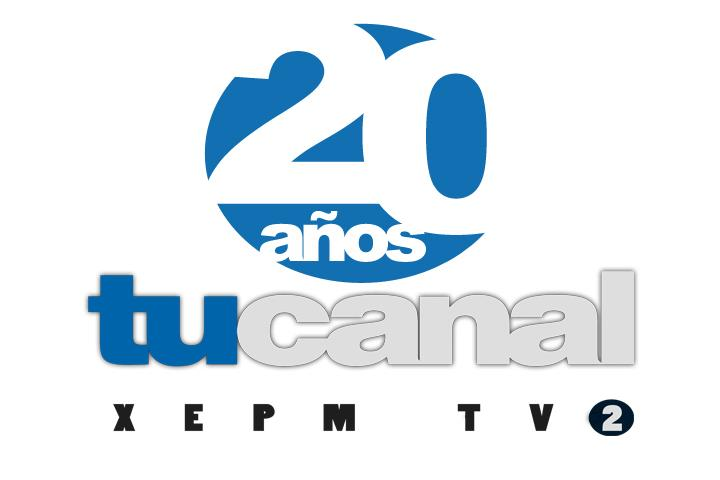
Logotipo de 20 anos do TuCanal

Em maio de 2007, Televisa Juarez anunciou que XEPM-TV e XHJUB-TV mudariam suas afiliações. A afiliação regional da Televisa terminou na XEPM-TV, e a afiliação do Canal 5 terminou na XHJUB-TV.
Desde 30 de junho de 2007, é novamente uma estação local. Mas desta vez, completamente e da Televisa. Alguns programas do Canal 56, foram transferidos para o canal 2, e alguns foram renomeados, e de 2007 até hoje, novos programas da XEPM-TV foram criados.
Ele transmitiu vários noticiários locais com o noticiário local da Televisa Juarez chamado pela primeira vez: Las Noticias.
Também transmite vários programas locais. Entre eles: Arriba Juárez, Lore Lore, Kaboom!, CreaTV, A Toda Máquina!, El Cazo, e Televisa Deportes Juárez.
Ele também transmitiu vários replays de telenovelas da Televisa, séries americanas, desenhos animados e programas FOROtv, entre outros.

### 2016-hoje: A partir de XHJCI-DTTTelevisa Regional
Em 2016, Televisa Juarez anunciou que XEPM-TDT e XHJCI-TDT mudariam suas afiliações e siglas de canal. A afiliação regional da Televisa terminou em XHJCI-TDT, e a associação a Las Estrellas terminou em XEPM-TDT.
A partir de 25 de outubro de 2016, a TuCanal se torna a Televisa Juárez no Canal 32.1 XHJCI-TDT.
Desde 18 de setembro de 2016, o XHJCI muda de canal 8.